# Kanton Mulhouse-Sud
Kanton Mulhouse-Sud (fr. Canton de Mulhouse-Sud) byl francouzský kanton v departementu Haut-Rhin v regionu Alsasko. Tvořilo ho devět obcí. Zrušen byl po reformě kantonů 2014.

## Obce kantonu
- Bruebach
- Brunstatt
- Didenheim
- Flaxlanden
- Galfingue
- Heimsbrunn
- Morschwiller-le-Bas
- Mylhúzy (jižní část)
- Zillisheim